# گندهارا نیسان
گندهارا نیسان (انگلیسی: Ghandhara Nissan) شرکت خودروسازی پاکستانی است، که در سال ۱۹۸۱ تأسیس شد.